# Giuseppe Colnago
Giuseppe Colnago (Caponago, 15 de diciembre de 1923-22 de diciembre de 2000) fue un piloto de motociclismo italiano, que compitió en el Campeonato del Mundo de Motociclismo entre 1950 hasta 1957.

## Biografía
Se data el debut de Colnago en el Campeonato del Mundo de Motociclismo en el Gran Premio de las Naciones de 1950 de 500cc y repitió en la edición del 1951 sin haber conseguido puntuar en ninguna de las dos carreras. La primera vez que consigue sumar puntos del Mundial sería en 1952 al quedar quinto en el Gran Premio de las Naciones de 1952 de 500cc
Su mejor temporada llegó en 1955 al quedar cuarto en la clasificación de los 500cc y consiguió la victoria en el Gran Premio de Bélgica.
En su palmarés también figura el Campeonato Italiano de Motociclismo de 1957 en la categoría de 500cc con Moto Guzzi.

## Resultados
Sistema de puntuación desde 1950 hasta 1968:
| Posición | 1.º | 2.º | 3.º | 4.º | 5.º | 6.º |
| Puntos   | 8   | 6   | 4   | 3   | 2   | 1   |

(carreras en cursiva indica vuelta rápida)
| Año  | Clase | Moto       | 1     | 2     | 3       | 4       | 5     | 6       | 7     | 8       | Pts. | Pos. |
| ---- | ----- | ---------- | ----- | ----- | ------- | ------- | ----- | ------- | ----- | ------- | ---- | ---- |
| 1950 | 500cc | Gilera     | IOM - | BEL - | NED -   | SUI -   | ULS - | NAT 9   |       |         | 0    | -    |
| 1951 | 500cc | Gilera     | ESP - | SUI - | IOM -   | BEL -   | NED - | FRA -   | ULS - | NAT 14  | 0    | -    |
| 1952 | 500cc | Gilera     | SUI - | IOM - | NED -   | BEL -   | RFA - | ULS 17  | NAT 5 | ESP Ret | 2    | 16.º |
| 1953 | 500cc | Gilera     | IOM - | NED 4 | BEL Ret | FRA 5   | ULS - | SUI 4   | NAT - | ESP 4   | 11   | 8.º  |
| 1955 | 500cc | Gilera     | ESP 7 | FRA - | IOM -   | GER 5   | BEL 1 | NED Ret | ULS - | NAT 4   | 13   | 4.º  |
| 1957 | 350cc | Moto Guzzi | GER - | IOM - | NED -   | BEL 6   | ULS - | NAT 2   |       |         | 7    | 6.º  |
| 1957 | 500cc | Moto Guzzi | GER - | IOM - | NED -   | BEL Ret | ULS - | NAT -   |       |         | 0    | -    |